# Parken

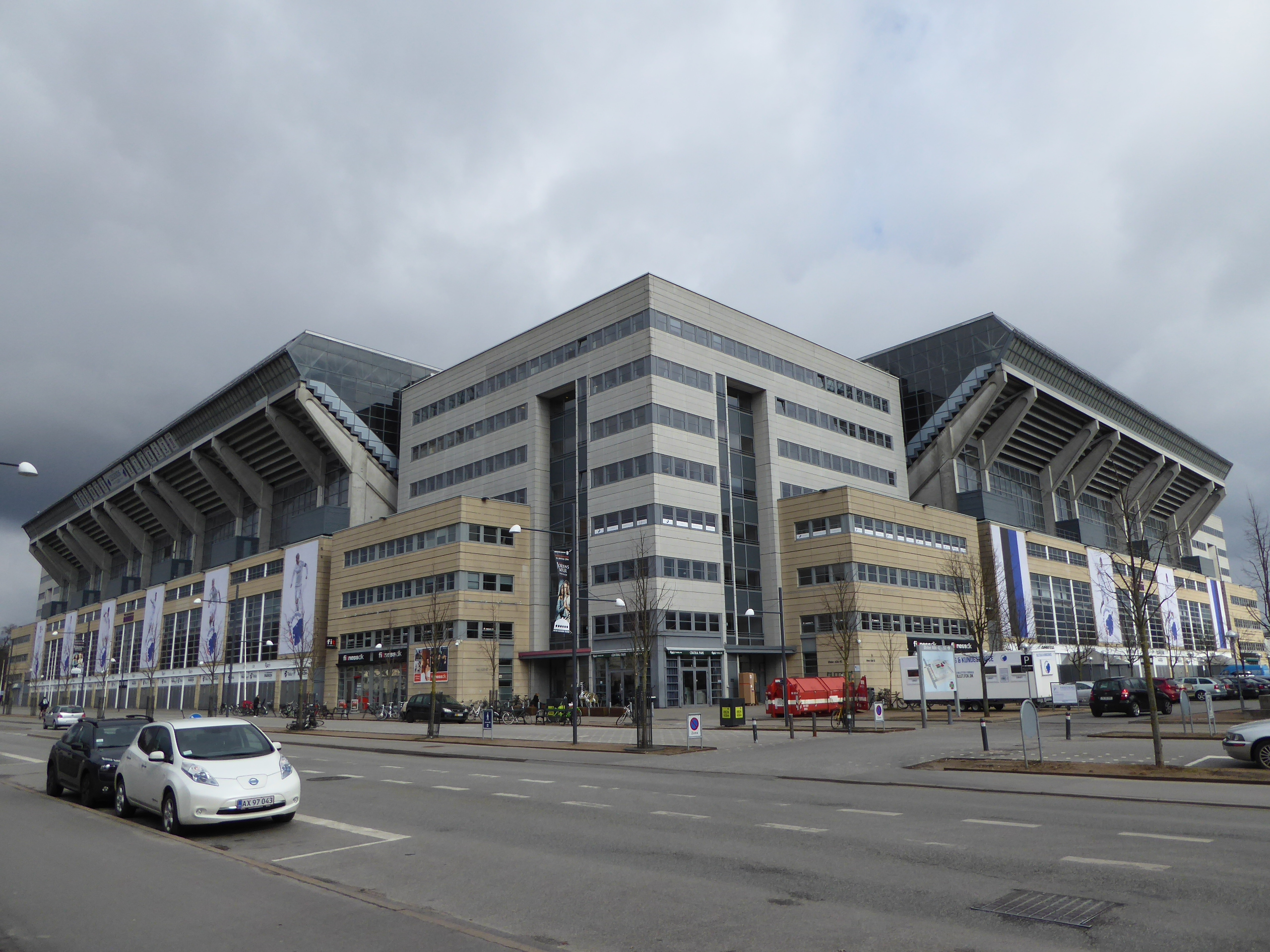
Parken

Parken – stadion piłkarski w Østerbro, północnej dzielnicy Kopenhagi. Największy obiekt sportowy w Danii, spełniający zarazem wymogi UEFA i FIFA. Swoje mecze na nim rozgrywają FC Kopenhaga oraz reprezentacja Danii.

## Historia

### Idrætsparken
Na miejscu obecnego stadionu Parken, w latach 1911–1990 znajdował się Idrætsparken. Pełnił on rolę stadionu narodowego. Obiekt był szczęśliwy dla piłkarskiej reprezentacji, która w latach 80. przez 9 lat pozostała na nim niepokonana, wygrywając w tym 15 meczów z rzędu. Ostatnim meczem, jaki rozegrano na Idrætsparken, było spotkanie z Jugosławią 14 listopada 1990.

### Parken
Budowa nowego stadionu Parken rozpoczęła się w listopadzie 1990. Przebudowano trzy trybuny oraz usunięto 16 najniższych rzędów krzesełek, w celu zrobienia miejsca na scenę do koncertów. Nowe trybuny zostały umiejscowione w niedużej odległości do boiska (32 m od siedzeń najbliżej murawy i 100 m od miejsc najdalej niej). Parken zostało oddane do użytku 1 września 1992.
W 1998 obiekt został kupiony przez FC Kopenhagę, która rozgrywa na nim swoje mecze od początku swojej działalności w 1992. W 2001 na stadionie został zamontowany rozsuwany dach o powierzchni 13000 m². W latach 2007–2009 została wykonana renowacja czwartej z trybun, która w przeszłości była nazywana główną.
W latach 2014–2020 stadion posiadał ze względów sponsorskich nazwę Telia Parken. W ramach sponsoringu Telia zamontowała na obiekcie bezpłatną sieć wi-fi, natomiast w 2015 Samsung zamieścił 350 kamer wideo. Od 2022 nowym sponsorem stadionu jest sieć telefonii komórkowej Three, jednak oficjalna nazwa obiektu pozostała bez zmian. 9 lutego 2024 ogłoszono uruchomienie (w ramach testu) bezobsługowego kiosku Parken Go jako pierwszy stadion w Skandynawii, gdzie po zeskanowaniu kodu QR można zakupić posiłek i napoje bez konieczności stania w kolejce.

## Wydarzenia sportowe

### Piłka nożna
Pierwszym meczem, jaki rozegrano na Parken, było spotkanie piłkarskie drużyny narodowej gospodarzy z Niemcami, które odbyło się 9 września 1992. W 1994 na stadionie miał miejsce finał Pucharu Zdobywców Pucharów pomiędzy Arsenalem a Parmą, a w 2000 finał Pucharu UEFA pomiędzy Arsenalem i Galatasaray. Wielokrotnie na Parken odbywały się mecze finałowe Pucharu Danii.
Stadion był jedną z aren goszczących Euro 2020.

### Żużel
W latach 2003–2014 żużlowe Grand Prix Danii odbywało się na Parken. Powstający na stadionie tor żużlowy był tymczasowy.
Zwycięzcy GP Danii na Parken:
| Rok  | Zwycięzca              |
| ---- | ---------------------- |
| 2003 | Jason Crump            |
| 2004 | Jason Crump            |
| 2005 | Tony Rickardsson       |
| 2006 | Hans Andersen          |
| 2007 | Andreas Jonsson        |
| 2008 | Tomasz Gollob          |
| 2009 | Jason Crump            |
| 2010 | Jarosław Hampel        |
| 2011 | Tomasz Gollob          |
| 2012 | Jason Crump            |
| 2013 | Darcy Ward             |
| 2014 | Niels Kristian Iversen |

## Koncerty
Największym koncertem, który miał miejsce na Parken, był występ Michaela Jacksona z 1997. Zgromadził on 60000 osób. Oprócz tego na stadionie odbyły się koncerty innych wykonawców: Britney Spears, Depeche Mode, U2, George Michael, Slipknot, Metallica, The Black Eyed Peas, Pet Shop Boys, Pharrell, Robbie Williams, R.E.M., Tiësto oraz Lady Gaga.
W 2001 odbył się Konkurs Piosenki Eurowizji.

## Geranium
Na ósmym piętrze budynku stadionu znajduje się restauracja Geranium, która posiada trzy gwiazdki Michelin. W 2022 otrzymała tytuł najlepszej restauracji świata według rankingu The World’s 50 Best Restaurants.